# Кямил паша
Къбръзлъ Мехмед Кямил паша (на турски: Kıbrıslı Mehmed Kamil Paşa) е османски държавник, велик везир на Османската империя през 1885 – 1891, 1895, 1908 – 1909 и 1912 – 1913 година.. Англофил, известен като Кямил паша Кипъреца и Английския Кямил паша.
Управлението му съвпада със Съединението на Източна Румелия с Княжество България през 1885 година, обявяването на независимостта на България от Османската империя (1908) и Първата балканска война (1912).